# Alpheus Cutler

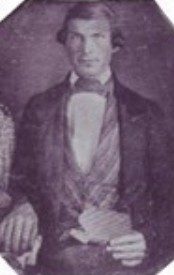
Alpheus Cutler

John Alpheus Cutler, född 29 februari 1784 i Plainfield i New Hampshire, död 10 juni 1864 i Manti i Iowa, var en mormonpionjär och tidig medarbetare till mormonpresidenten Joseph Smith.

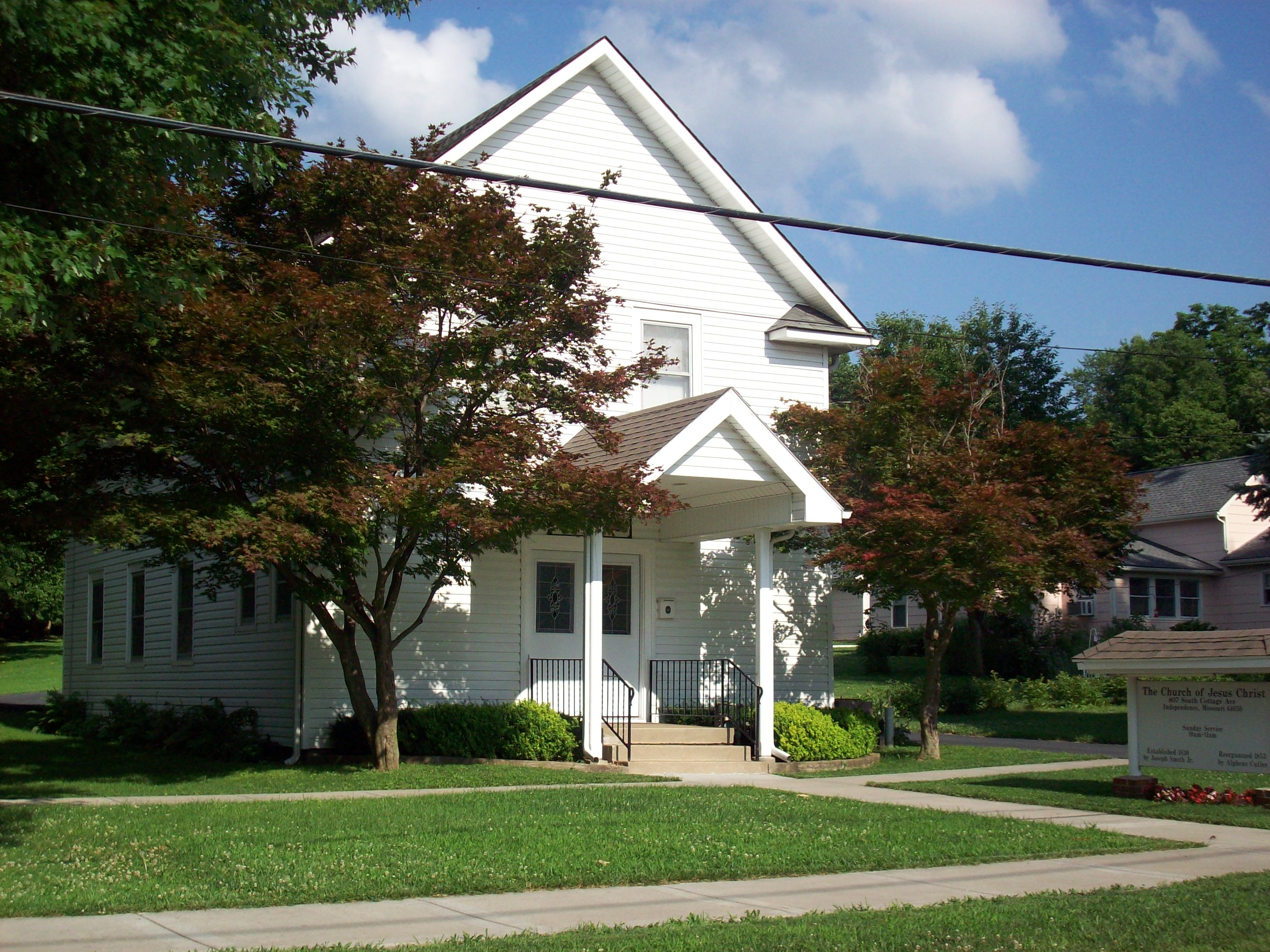
Kristi kyrka (Cutleriter)

Cutler gifte sig 1808 med Lois Lathrop från Lebanon, New Hampshire. Lathrop var ättling till pastor John Lathrop (1584–1653) - och därmed även en avlägsen släkting till Joseph Smith.
Han döptes av mormonen David W. Patten i västra New York den 20 januari 1833 och upptogs som medlem av Jesu Kristi Kyrka.  Samma år avskiljdes Cutler till äldste inom kyrkan och flyttade till Ohio där han som arkitekt ledde byggandet av kyrkans tempel i Nauvoo. 
Cutler tillhörde de Tolvs krets och de Femtios råd och var således en del av kyrkans högsta ledning. Innan Smiths död 1844 sändes Cutler på missionsuppdrag bland "lamaniterna" (som indianerna kallas i Mormons bok). Vid Smiths begravning var Cutler en av kistbärarna.
Cutler vägrade erkänna Brigham Young som Smiths efterföljare eller att följa denne till det nybyggda Salt Lake City. Istället bildade Cutler och hans anhängare sin egen koloni i Manti, Fremont County, Iowa och den 19 september 1853 organiserade man sig som Jesu Kristi Sanna Kyrka, senare enbart kallad Jesu Kristi Kyrka.
På 1860-talet besöktes kolonin av representanter från en anna mormonkyrka som ville värva medlemmar. Många av Cutlers anhängare övertygades om att Joseph Smith jr var faderns rättmätige arvtagare som profet och president för kyrkan. 
Strax innan sin död den 10 augusti 1864 samlade Cutler sina närmsta anhängare och berättade för dem att han i en uppenbarelse sett ett stycke land långt norrut, mellan två vackra sjöar, där de skulle bygga en ny koloni och bedriva mission bland indianerna. 
Efter att ha begravt Cutler i Manti begav man sig norrut och fann året därpå ett stycke land i Minnesota som stämde med Cutlers beskrivning. Man flyttade hela kolonin dit och bildade byn Clitherall.